# Богданов, Сергей Игоревич
Серге́й И́горевич Богда́нов (род. 1 августа 1956, Ленинград, СССР) — советский и российский лингвист, доктор филологических наук (1998), профессор, член-корреспондент РАО (2016). Исполняющий обязанности академика-секретаря Отделения российской словесности Российской академии образования, член Правления фонда «Русский мир», член правления Российского общества преподавателей русского языка и литературы.
Ректор Российского государственного педагогического университета им. А. И. Герцена (2016–2021).

## Биография
Окончил Ленинградский государственный университет по специальности «Русский язык и литература» (1977).
Сфера научных интересов: общее языкознание, теория современного русского языка. В 1984 году защитил кандидатскую диссертацию «Собственно морфемный анализ и морфологическая интерпретация структурно элементарной лексики русского языка», в 1998 году — докторскую диссертацию «Форма слова и морфологическая форма».
С 1980 по 1995 год — заместитель декана, с 1998 по 2010 год — декан филологического факультета СПбГУ.
С 2010 по 2016 год — проректор по обеспечению реализации образовательных программ и осуществлению научной деятельности по направлениям востоковедение, африканистика, искусства и филология Санкт-Петербургского государственного университета.
С 2016 по август 2021 года — ректор Российского государственного педагогического университета им. А. И. Герцена. Избран на должность в октябре 2017 года, утверждён 25 января 2018 года приказом Министра образования и науки РФ О. Ю. Васильевой (№ 12-07-03/04 от 24.01.2018 г.).
Исполняющий обязанности академика-секретаря Отделения российской словесности Российской академии образования, член Правления фонда «Русский мир» (ранее — заместитель председателя фонда), член правления Российского общества преподавателей русского языка и литературы (был председателем наблюдательного совета РОПРЯЛ); был председателем Ревизионной комиссии МАПРЯЛ. Член Совета по культуре речи при губернаторе Санкт-Петербурга.
Под руководством С. И. Богданова реализован ряд научных и издательских проектов, среди них — «Российский гуманитарный словарь» (в 3-х томах), энциклопедия «Три века Санкт-Петербурга», серия словарей «Давайте говорить правильно», «Школьный энциклопедический словарь», «Комплексный нормативный словарь» и другие.
Инициатор и создатель первого Парка современной скульптуры в Санкт-Петербурге на территории Василеостровского учебно-научного комплекса СПбГУ — во дворе Филологического факультета и рядом с ним.

## Награды и звания
Награждён:
- грамотой Министерства общего и профессионального образования[источник не указан 1123 дня] (1999),
- медалью ордена «За заслуги перед Отечеством» II степени[6][источник не указан 1123 дня] (2005),
- нагрудным знаком «Почётный работник высшего профессионального образования РФ»[источник не указан 1123 дня]  (2007).

Удостоен:
- премии Президента РФ в области образования[7] (за 2003 год),
- благодарности Президента РФ за достигнутые трудовые успехи и многолетнюю плодотворную работу[источник не указан 1123 дня]  (2010).